# (1687) Glarona
De planetoïde (1687) Glarona, reeds ontdekt in 1909, werd op 19 september 1965 opnieuw aan het licht gebracht door de Zwitserse astronoom Paul Wild. Deze planetoïde heeft een halve grote as van 3,170 AE en bevindt zich in de asteroïdengordel tussen Mars en Jupiter. Veel is van dit hemellichaam niet bekend, behalve dat het periheliumargument ca. 317,258° is en de gemiddelde anomalie 192,157°.